# 忒提斯

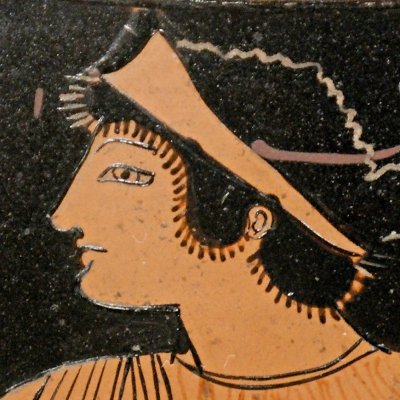
在羅浮宮內的忒提斯圖像

忒提斯（羅馬化：Thétis）為古希腊神话中的海洋女神，是珀琉斯的妻子，阿喀琉斯的母親。忒提斯是一名寧芙仙女但却嫁给一个凡人（珀琉斯），而生下了特洛伊戰爭的英雄阿喀琉斯。
忒提斯做为一名女神是不死的，但他的儿子阿基里斯是半神血统，本来难免一死，可是忒提斯希望自己的孩子跟她一样长生不老所以试着将孩子放到天火中烤以提炼他身体内的神力（另有一說是將阿基里斯倒浸在冥河之中）。正在她握著他的腳踝將他炼在天火中的时候，她突然被丈夫发现而匆忙把孩子从火中拿出来，结果阿基里斯真的全身炼到了刀槍不入，惟有腳踝，即忒提斯手握著的地方是例外，以后他脚踝也正成为他的致命弱点。